# Kernenried
Kernenried es una comuna suiza del cantón de Berna, situada en el distrito administrativo del Emmental. Limita al norte con la comuna de Fraubrunnen, al este con Lyssach, al sur con Hindelbank, y al oeste con Münchringen y Zauggenried.
Hasta el 31 de diciembre de 2009 situada en el distrito de Burgdorf.